# Jürgen Wilhelm (Politiker)

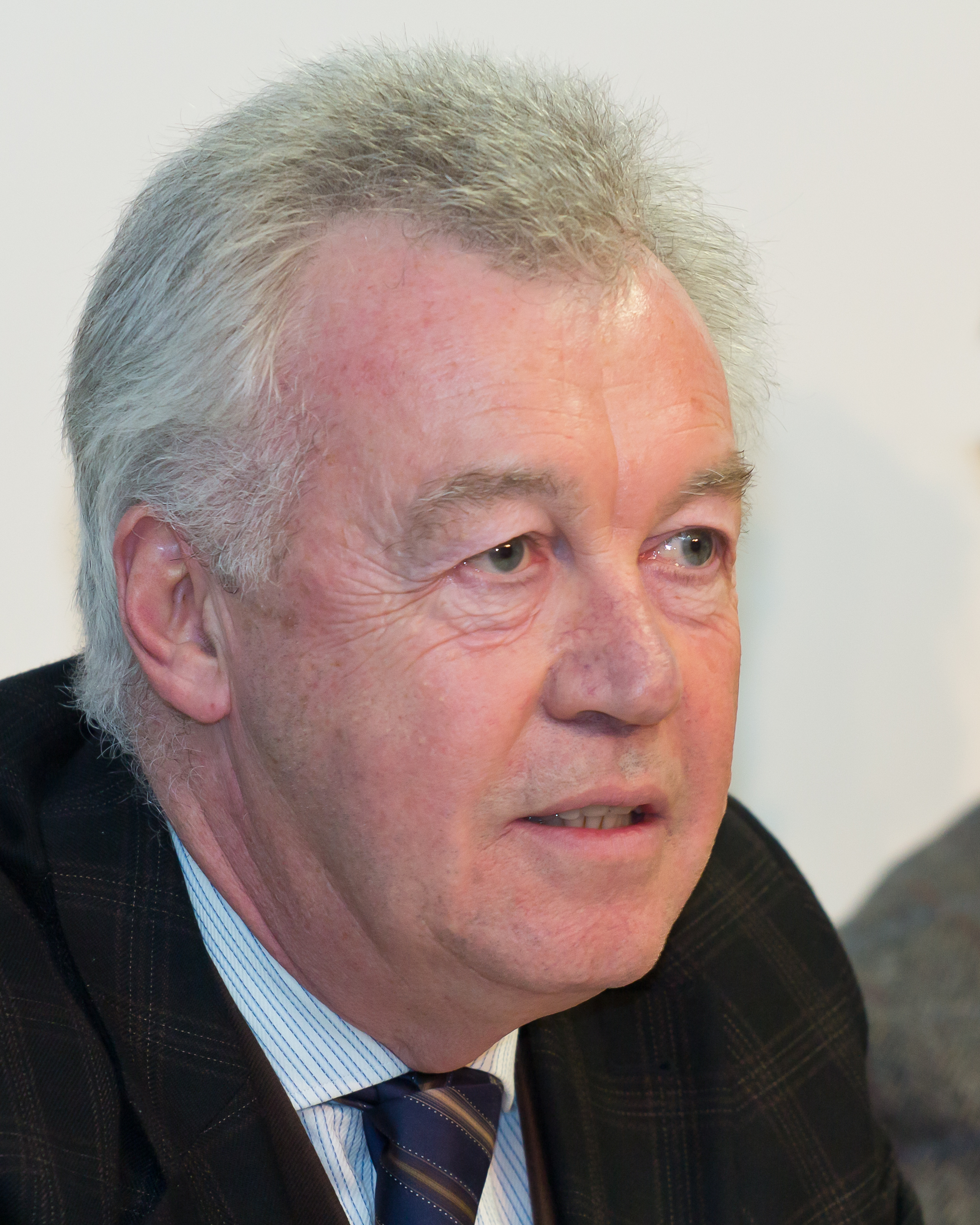
Jürgen Wilhelm (2013)

Jürgen Wilhelm (* 12. Januar 1949 in Köln) ist ein Manager der Entwicklungspolitik und nordrhein-westfälischer Kommunalpolitiker (SPD). Von 1984 bis 1999 und von 2004 bis 2018 war er Vorsitzender der Landschaftsversammlung Rheinland.

## Leben und Wirken
Jürgen Wilhelm wurde als einziges Kind der Eheleute Otto Werner und Luise Wilhelm, geb. Droop in Köln geboren. Er ist verheiratet, hat drei Söhne und einen Enkel. Er lebt heute mit seiner Frau Brigitte, die bis zum Eintritt in den Ruhestand als Rektorin arbeitete, in Bergisch Gladbach.
Wilhelm ging in den Jahren 1955 bis 1959 auf die Gemeinschaftsgrundschule in Köln-Poll und besuchte ab 1959 das Städtische Neusprachliche Gymnasium in Köln-Deutz, wo er im Jahr 1968 sein Abitur machte. Nach seiner Zeit als Wehrpflichtiger 1968/69 nahm er 1970 an der Universität zu Köln das Studium der Rechtswissenschaften auf. Dort war er von 1971 bis 1973 studentische und von 1974 bis 1977 wissenschaftliche Hilfskraft am Kriminalwissenschaftlichen Institut. Von 1973 bis 1974 war Wilhelm Wissenschaftlicher Assistent des Bundestagsabgeordneten Bertram Blank. Im Jahr 1974 beendete er sein Studium mit dem ersten juristischen Staatsexamen und nahm im selben Jahr den juristischen Vorbereitungsdienst im Oberlandesgerichtsbezirk Köln auf. Vom Sommersemester 1975 an bis zum Wintersemester 1980 war er zudem Tutor der juristischen Fakultät der Universität Köln. Im Jahr 1977 schloss Wilhelm sein Referendariat mit der zweiten juristischen Staatsprüfung ab. 1980 promovierte er an der Universität Köln mit einem verfassungs- und strafrechtlichen sowie rechtspolitischen Thema bei Ulrich Klug.
Seine berufliche Laufbahn begann Wilhelm 1977 als beamteter wissenschaftlicher Assistent am Kriminalwissenschaftlichen Institut der Universität Köln und als Rechtsanwalt beim Landgericht Köln. Beides übte er bis 1979 aus, ehe er bis 1982 Referent im Bundesministerium für wirtschaftliche Zusammenarbeit und Entwicklung (BMZ) wurde. Von 1982 bis 1983 war er Stellvertretender Referatsleiter im Bundeskanzleramt in der Abteilung für Außen- und Sicherheitspolitik, ab 1983 bis 1997 Stellvertretender Referatsleiter im Bundesministerium für wirtschaftliche Zusammenarbeit und Entwicklung für den Bereich Südasien, später Naher und Mittlerer Osten; ab 1990 für den Bereich Stadtentwicklung, Wasserversorgung, Abfallwirtschaft, Städtische Infrastruktur. 1997 wurde Wilhelm Referatsleiter im BMZ für den Bereich Justitiariat und Geheimschutz. Diese Funktion übte er bis 1998 aus. Von November 1998 bis Dezember 2010 war Wilhelm Geschäftsführer des Deutschen Entwicklungsdienstes. Auf Beschluss des Bundeskabinetts wurde er zum 1. Januar 2011 Mitglied des Vorstandes der neugegründeten Deutschen Gesellschaft für Internationale Zusammenarbeit (GIZ), einem Zusammenschluss von DED, InWent und GTZ. Im Juni 2012 wurde er durch den Entwicklungsminister Dirk Niebel in den Ruhestand verabschiedet (DED).
Seit September 2012 ist Jürgen Wilhelm als niedergelassener Rechtsanwalt tätig, aktuell in Zusammenarbeit mit der Kanzlei „Wilde, Beuger, Solmecke“ in Köln.

## Politischer Werdegang
Seit 1975 gehört Jürgen Wilhelm ununterbrochen dem Kreistag des Rheinisch-Bergischen Kreises an. Ebenfalls ohne Unterbrechung ist er seit 1979 Mitglied der Landschaftsversammlung Rheinland, des politischen Gremiums des Landschaftsverbandes Rheinland, welcher der Rechtsnachfolger des preußischen Provinzialverbandes der Rheinprovinz ist. Wilhelm war insgesamt viermal Wahlkreiskandidat für den Deutschen Bundestag (1980, 1983, 1987 und 1990), konnte das Mandat aber gegen eine starke CDU-Bastion nicht erringen. 1981 wurde er Vorsitzender des Arbeitskreises Außen- und Entwicklungspolitik beim SPD-Bezirk Mittelrhein, Köln und gleichzeitig bis 1994 Mitglied der Kommission für Internationales beim SPD-Parteivorstand. Von 1984 bis 1999 und erneut ab 2004 ist er Vorsitzender der Landschaftsversammlung Rheinland und damit der oberste politische Repräsentant dieses wohl größten europäischen Regionalverbands. In dieser Eigenschaft ist er insbesondere als Förderer regionaler, nationaler und internationaler kultureller Aktivitäten hervorgetreten.
Wilhelm gehörte jahrelang verschiedenen Vorständen der SPD auf regionaler, Landes- und Bundesebene an. Von 1977 bis Ende November 2009 war er ununterbrochen Vorsitzender des SPD-Unterbezirks Rheinisch Bergischer Kreis.

## (Ehren-)Ämter und Auszeichnungen
Jürgen Wilhelm ist seit Juni 1986 Vorstandsmitglied der Kölnischen Gesellschaft für Christlich-Jüdische Zusammenarbeit, seit dem 2000 zudem Vorsitzender des Vorstandes. Von 1989 bis 1999 war er Präsident der Freunde des Wingate-Instituts, Netanja, Israel. Von 1996 bis 2000 war Wilhelm Vorstandsmitglied der Deutschen Gesellschaft für Photographie, jetzt ist er deren Kuratoriumsmitglied. Seit 2005 ist er Vorsitzender des Vorstandes der Stiftung Max Ernst, seit 2006 Vorsitzender des Aufsichtsrates der Rheinland Kultur GmbH (RKG) und seit 2007 Mitglied im Kuratorium des Trägervereins Kölner Kammerorchester e. V. Ferner gründete er im Jahr 2003 die Kölnische Bibliotheksgesellschaft, deren Vorsitzender er seitdem ist. Wilhelm ist Mitglied Vorstands der ZERO foundation e. V. sowie des Kuratoriums der Freunde der ZERO foundation e. V. und seit 2013 Vorsitzender der Historischen Gesellschaft Köln. Er ist ferner Vorsitzender des Programmbeirats des Kölner Domradios.
Im Jahr 1996 wurde ihm das Bundesverdienstkreuz am Bande, 2002 der Titel Commendatore der Republik Italien und 2003 das Bundesverdienstkreuz I. Klasse verliehen. Im März 2011 wurde er mit dem Verdienstorden des Landes Nordrhein-Westfalen ausgezeichnet.

## Sonstiges
Wilhelm ist Autor und Herausgeber zahlreicher entwicklungs- und gesellschaftspolitischer Aufsätze und Publikationen. Darüber hinaus zeichnet er für vielfältige kulturelle Beiträge, Rezensionen und Publikationen verantwortlich.
Vom Sommersemester 2001 bis zum Wintersemester 2007/2008 war Jürgen Wilhelm Lehrbeauftragter für Entwicklungspolitik an der Universität Bonn, seit dem Sommersemester 2008 lehrt er an der Heinrich-Heine-Universität Düsseldorf.
Am 28. Juni 2011 wurde er vom Rektor der Heinrich-Heine-Universität Düsseldorf zum Honorarprofessor ernannt.

## Ausgewählte Publikationen
- mit Thomas Otten (Hrsg.): »Anno 321. Jüdisches Leben in Deutschland«. Wienand, Köln 2021,[5] ISBN 978-3-86832-625-3.
- Jürgen Wilhelm: Moses Hess. Hentrich und Hentrich, Leipzig 2020, ISBN 978-3-95565-418-4.
- Jürgen Wilhelm mit Thomas Otten (Hrsg.): Hagadah von Isaac Offenbach. Oder die Erzählung von Israels Auszug aus Egypten. Greven, Köln 2020, ISBN 978-3-7743-0930-2.
- Jürgen Wilhelm: Max Ernst. Wienand, Köln 2020
- Jürgen Wilhelm: Isaac Offenbach. Hentrich und Hentrich, Leipzig 2019
- Jürgen Wilhelm (Hrsg.): Heinz Mack im Gespräch. Hirmer, München 2015
- Jürgen Wilhelm (Hrsg.): Otto Piene im Gespräch. Hirmer, München 2015
- Hartmut Ihne, Jürgen Wilhelm (Hrsg.): Einführung in die Entwicklungspolitik. 3. Auflage. Münster 2013.
- Jürgen Wilhelm (u. a.Hrsg.): Kunst. Kultur. Konflikt – Impulse für die Kulturarbeit in Entwicklungsregionen. Berlin University Press, 2012.
- Jürgen Wilhelm (Hrsg.): Napoleon am Rhein. Wirkung und Erinnerung einer Epoche. Greven, Köln 2012.
- Jürgen Wilhelm (Hrsg.): Kultur und globale Entwicklung. Die Bedeutung von Kultur für die politische, wirtschaftliche und soziale Entwicklung. Berlin University Press 2011.
- Jürgen Wilhelm (Hrsg.): Über Max Ernst. Greven Verlag Köln, Köln 2010.
- Jürgen Wilhelm und Hartmut Ihne (Hrsg.): Religion und globale Entwicklung. Berlin 2009.
- Jürgen Wilhelm und Kerstin Theis (Hrsg.): Frankreich am Rhein. Die Spuren der Franzosenzeit im Westen Deutschlands. Greven, Köln 2008.
- Jürgen Wilhelm, Ulrich Soénius (Hrsg.): Kölner Personenlexikon. Greven, Köln 2007, ISBN 978-3-7743-0400-0.
- Jürgen Wilhelm (Hrsg.): Zwei Jahrtausende jüdische Kunst und Kultur in Köln. Greven, Köln 2007, ISBN 978-3-7743-0397-3.
- Jürgen Wilhelm mit Hartmut Ihne (Hrsg.): Einführung in die Entwicklungspolitik. 2. Auflage. Münster 2006.
- Jürgen Wilhelm (Hrsg.): Das Große Köln-Lexikon. Greven, Köln 2005.
- Jürgen Wilhelm, Werner Spies: Von der Kunst mit den Augen zu trinken. Das Max Ernst Museum in Brühl. Greven, Köln 2005.
- Jürgen Wilhelm, Frank Günter Zehnder: Der Rhein, Bilder und Ansichten von Mainz bis Nijmegen. Greven, Köln 2002.